# 倫根巴赫河
47°24′53″N 8°24′28″E / 47.414638°N 8.407678°E

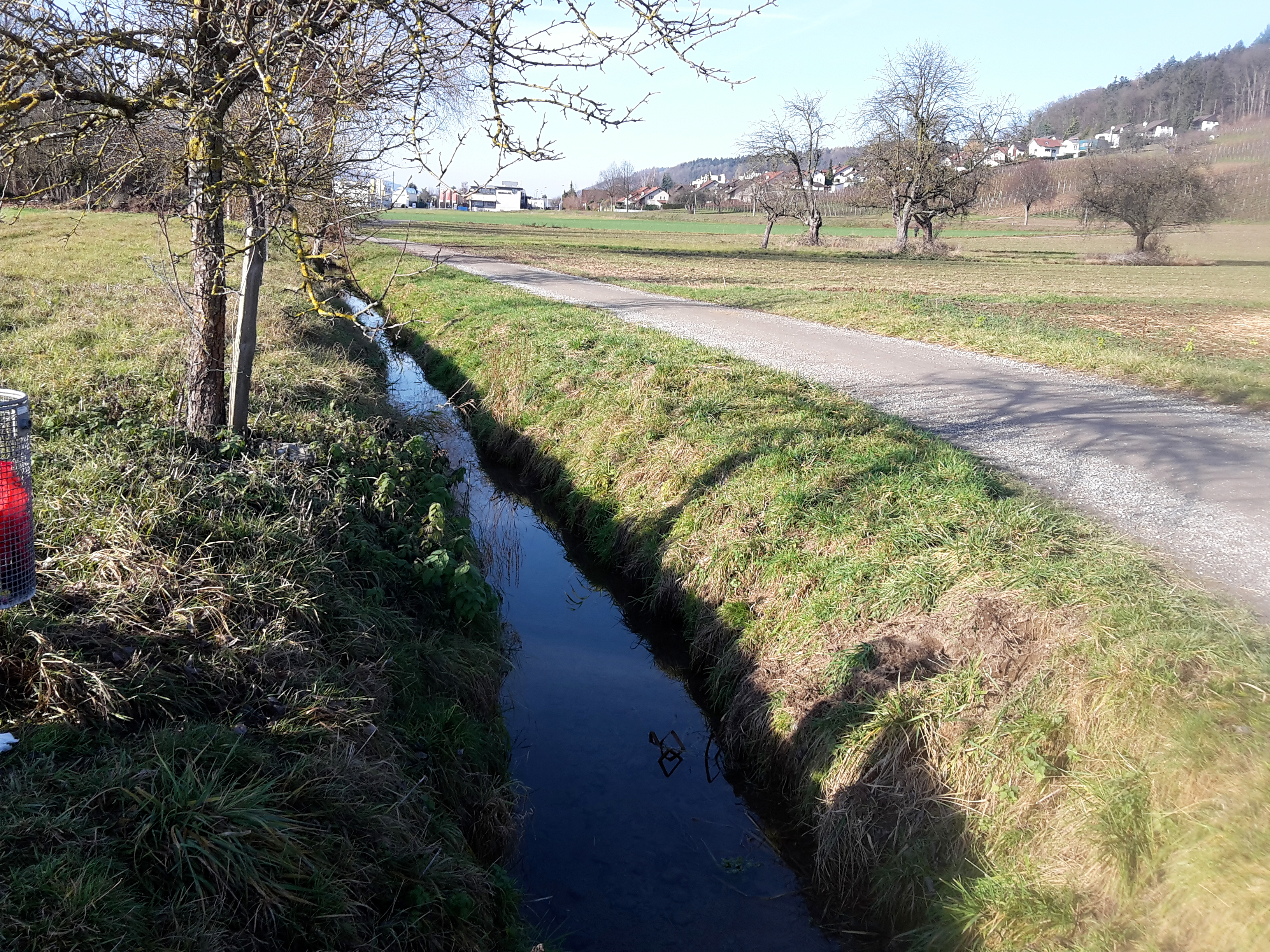

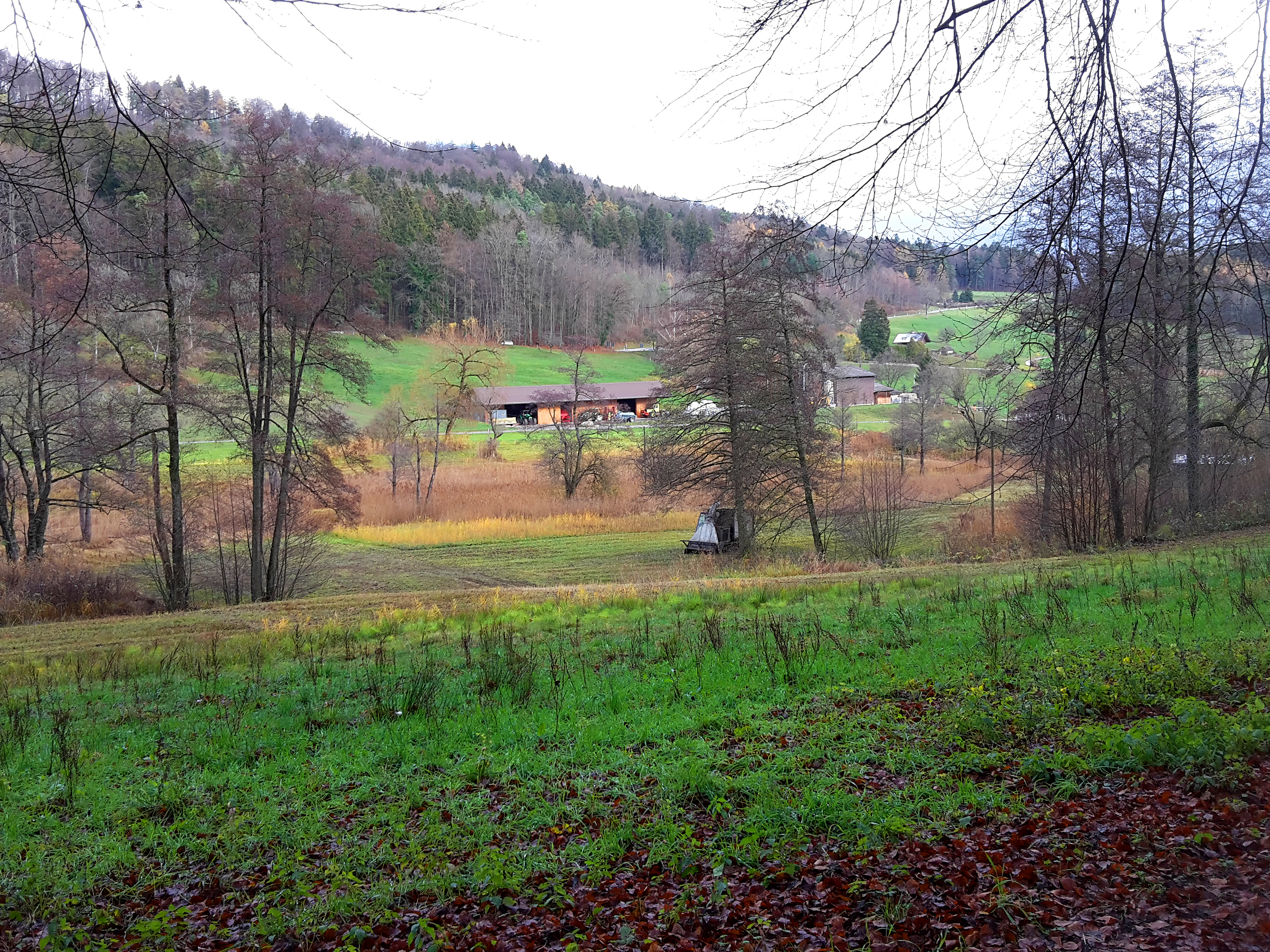

倫根巴赫河是瑞士的河流，位於該國北部，流經蘇黎世州，屬於利馬特河的右支流，河道全長4.4公里，流域面積6平方公里，發源自阿爾特貝格山和哈斯萊倫山之間的山谷。